# 푸자 헤그데
푸자 헤그데(힌디어: पूजा हेगड़े, 영어: Pooja Hegde) ([puːdʒa ɦeɡ.ɖe]로 발음, 1990년 10월 13일 ~ )는 텔루구어, 힌디어, 타밀어 영화에 출연하는 인도 여배우이다. 그녀는 모델로 경력을 시작했으며 2010년 I Am She-Miss Universe India 대회에서 두 번째 준우승자로 선정되었다. 그녀는 타밀 영화 무가무디(2012)로 연기 데뷔를 했고 오카 라일라 코삼(2014)에서 첫 텔루구 개봉을 했다. Hegde는 Telugu 영화의 주요 여배우 중 한 명으로 자리 잡았다.
푸자는 Ala Vaikunthapurramuloo (2020)에서 그녀의 연기로 SIIMA Award for Best Actress – Telugu를 수상했으며 Oka Laila Kosam과 Aravinda Sametha Veera Raghava (2018)로 Filmfare Award for Best Actress – Telugu에 후보로 올랐다. 상업적으로 성공한 그녀의 다른 영화로는 Duvvada Jagannadham(2017), Maharshi(2019), Gaddalakonda Ganesh(2019), Housefull 4(2019), Most Eligible Bachelor(2021) 등이 있다. 2022년에 개봉한 그녀의 네 편의 영화인 Beast, Radhe Shyam, Cirkus 및 Acharya는 좋지 않은 평가를 받았다.

## 어린 시절
푸자 헤그데는 Tulu를 사용하는 가정에서 Maharashtra의 Mumbai에서 태어나고 자랐다. 그녀의 부모는 Manjunath Hegde와 Latha Hegde이다. 그들은 원래 Karnataka의 Udupi 출신이다. 그녀는 또한 정형외과 의사인 형 Rishabh Hegde가 있다. Tulu 외에도 그녀는 칸나다어, 영어, 힌디어 및 마라티어에 능통하다. 그녀는 나중에 각각의 영화에서 경력을 쌓은 후 텔루구어와 타밀어를 배웠다. 그녀는 뭄바이의 Maneckji Cooper Education Trust School에서 학교를 다녔다. 그녀는 M.M.K. 칼리지에서 정기적으로 댄스와 패션쇼에 참여했다.
Hegde는 Miss India 2009 대회에 참가했지만 Miss India Talented 2009 영예를 얻었음에도 불구하고 초기 라운드에서 탈락했다. 그녀는 이듬해에 다시 지원하여 2010년 미스 유니버스 인도 대회에서 2위를 차지했으며, 자회사 대회에서 2010년 미스 인도 사우스 글래머러스 헤어로 선정되었다.

## 직업

### 초기 작업 (2012–2017)
푸자는 Mysskin의 타밀 슈퍼 히어로 영화 Mugamoodi (2012) Jiiva 반대편에서 연기 데뷔를했으며, 남성 주연이 사회에 대한 시각을 바꾸도록 영감을주는 재미를 사랑하는 소녀 Shakthi의 여성 주인공을 연기했다. 그녀는 Mysskin이 그녀의 미인 대회 성공 사진을 본 후 선정되었고 푸자는 영어로 단어를 쓰고 암기함으로써 영화의 타밀어 대화 연습을 도왔으며 타밀어과 그녀의 모국어 Tulu의 유사성도 유용하다고 덧붙였다. 개봉 전부터 타밀 영화의 슈퍼히어로라는 참신한 소재로 큰 기대를 모았던 이 영화는 2012년 8월 흥행에 성공했다. 또 다른 예쁜 얼굴로 보인다." 제2회 남인도 국제 영화 시상식에서 타밀 여성 데뷔 여배우.
푸자의 두 번째 영화인 텔루구어 영화 Oka Laila Kosam (2014)에는 그녀의 반대편 Naga Chaitanya가 등장했다. 그녀는 영화에서 그녀의 연기로 칭찬을 받았다. 같은 시기에 그녀는 제62회 Filmfare Awards(South)에서 여우주연상 후보에 올랐다. 프로덕션 하우스와 Vijay Konda 감독의 이전 벤처의 성공에 따라 그녀는 프로젝트 작업을 시작했다. 그녀는 주연 여성 역할을 연기하는 데 도움이 되는 텔루구어 수업을 받았다. 두 번째 텔루구어 영화에서 Hegde는 Mukunda(2014)의 "Gopikamma" 노래에서 기억에 남는 연기로 많은 사람들에게 깊은 인상을 남겼다. 2014년 말에 발표된 한 마을을 배경으로 한 로맨틱 액션 이야기였다.

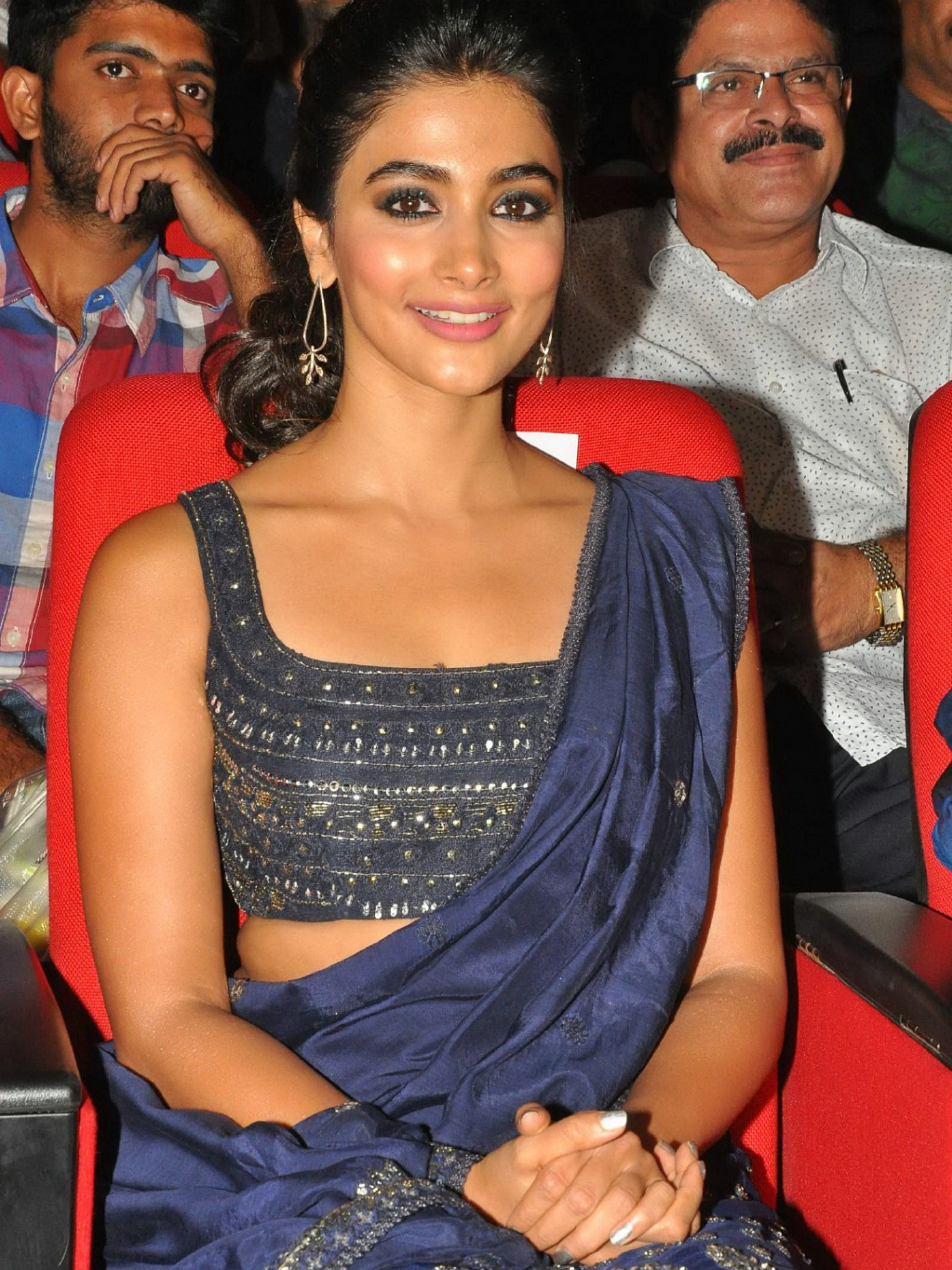
푸자 헤그데 2017년

2014년 7월, 푸자는 인더스 계곡 문명을 배경으로 한 Ashutosh Gowariker의 시대극 Mohenjo Daro에서 리틱 로샨과 반대편에 볼리우드 데뷔를 하기로 합의했다. 그녀는 Gowariker의 아내가 광고에서 그녀를 발견하고 성공적으로 마친 오디션에 그녀를 불렀을 때 선택되었다. 영화에 대한 그녀의 헌신의 결과로 그녀는 힌디어 영화가 개봉될 때까지 인도 지역 영화에 출연하는 것을 쉬겠다고 밝혔고 마니 라트남 감독의 영화에서 일할 기회를 거부했다. 모헨조 다로 (영화)는 2016년에 출시되었다. 그녀의 공연에서 The Hollywood Reporter의 Lisa Tsering은 그녀가 "간단히 스케치된 역할에 잊을 수 없는 단조로움을 가져다준다."라고 썼다. 자신감 있는 데뷔." 메이저 박스오피스 실패작이 되었다. 2017년에 그녀는 텔루구어 자경단 액션 코미디 영화인 Duvvada Jagannadham에 배우 Allu Arjun과 함께 출연했다. The Indian Express를 위해 쓴 Manoj Kumar R은 "푸자 헤그데는 영화의 모든 프레임에서 멋지게 보이는 주어진 작업을 설득력 있게 해냈다. 특히 그녀는 모든 노래 시퀀스에서 매혹적으로 보인다." 1억 5000만 달러 이상의 흥행 수익을 올리는 데 성공했다.

### 상업적 성공 (2018~현재)
2018년에 푸자는 세 편의 Telugu 영화에 출연했다. 첫 번째는 시대 액션 Rangasthalam의 노래 "Jigelu Rani"에 특별 출연한다. 이 노래는 YouTube에서 인기를 끌었고 그녀의 공연으로 찬사를 받았다. 나중에 Saakshyam에서 Bellamkonda Sreenivas 및 Trivikram Srinivas 감독 액션 드라마 Aravinda Sametha Veera Raghava, Jr. NTR의 Haricharan Pudipeddi는 "푸자 헤그데는 살이 많은 부분을 얻었고 그녀는 칭찬을 받을 만하다"고 말했다. India Today에 대한 글에서 Janani K는 "그녀는 칭찬할 만한 일을 했습니다"를 발견했다. 2019년에도 그녀는 Maharshi, Gaddalakonda Ganesh, Housefull 4의 세 편의 영화에 출연했다. Maharshi는 마헤쉬 바부가 공동 주연을 맡은 Vamsi Paidipally 감독의 Telugu 영화이다. 출시에 대해 엇갈린 평가를 받았다. 이 영화는 제68회 전국 영화상에서 건전한 엔터테인먼트를 제공하는 최고 인기 영화상을 수상했다. 같은 해 그녀의 두 번째 텔루구어 영화는 2014년 타밀어 영화 Jigarthanda를 리메이크한 Harish Shankar 감독의 Gaddalakonda Ganesh로 Varun Tej와 Atharvaa가 함께 출연했다. 이 영화는 긍정적인 평가를 받았다. Hegde는 Farhad Samji가 감독한 Sajid Nadiadwala의 코미디 영화로 3년 만에 볼리우드로 돌아왔다.

### 2020년 헤그데
그녀의 2020년 텔루구어 액션 드라마 영화 Ala Vaikunthapurramuloo는 Allu Arjun과 함께 Trivikram이 감독하고 Arjun 및 Trivikram과의 콜라보레이션을 DJ: Duvvada Jagannadham(2017) 및 Aravinda Sametha Veera Raghava(2018)에 이어 두 번째로 기념한다. 그녀의 공연에서 The Times of India 평론가는 "Pooja Hegde는 광적인 픽시 꿈의 소녀에 지나지 않는 캐릭터에 스컹크를 가져 왔지만 화면에서 보는 것은 확실히 기쁨이다. "라고 썼다. 이 영화는 역대 세 번째로 높은 수익을 올린 텔루구어 영화가 되었으며, 2억 8천만 달러 이상의 수익을 올렸다. 그녀의 연기는 SIIMA Award for Best Actress – Telugu를 비롯한 여러 상을 수상했다. 노래 "Butta Bomma"에서 Hegde의 댄스 공연은 폭 넓은 반응을 받았다.

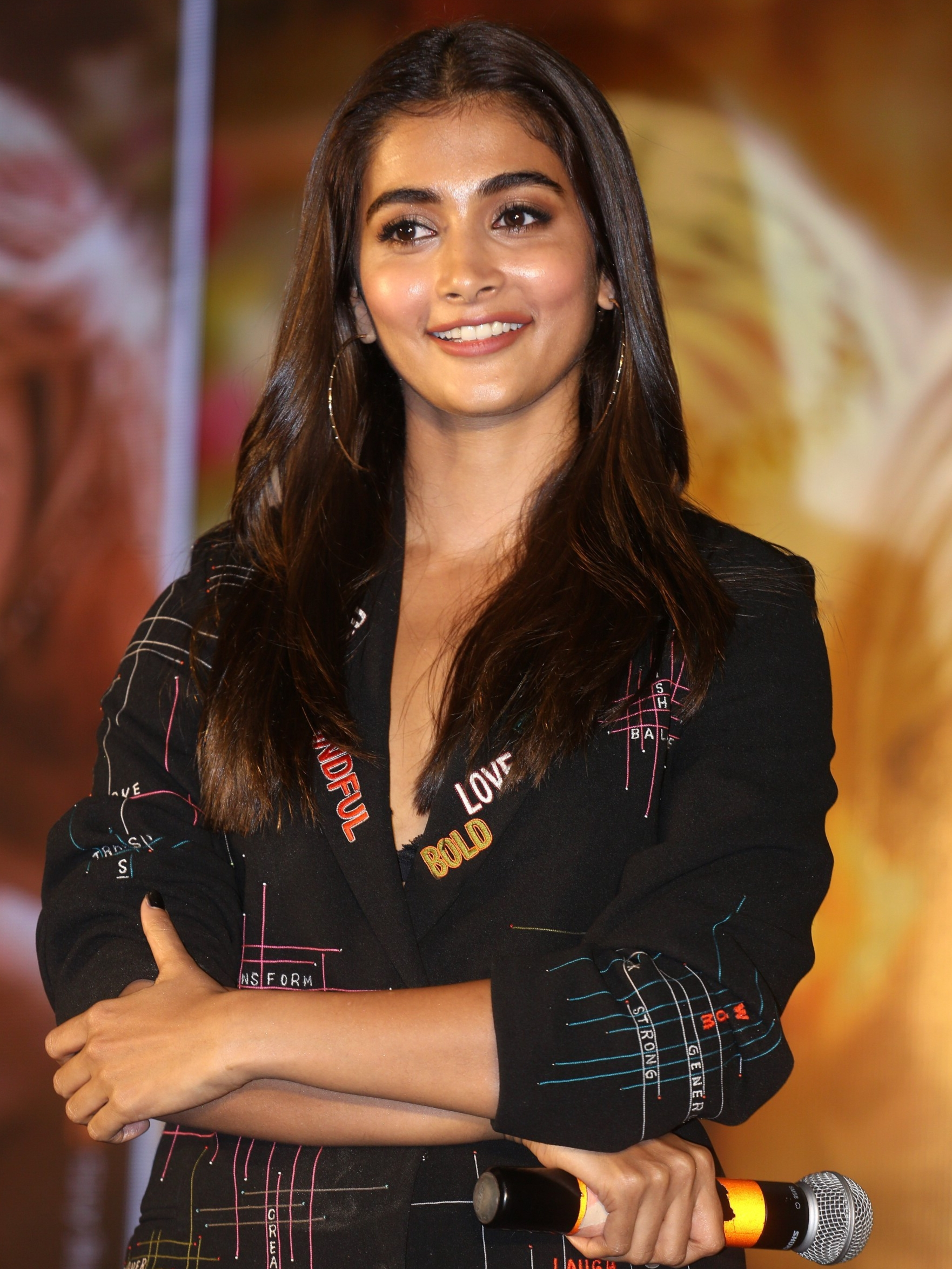
푸자 헤그데 2022년

2021년 푸자는 Bommarillu Bhaskar가 감독한 Most Eligible Bachelor에서 Akhil Akkineni의 반대편에 서서 스탠드업 코미디언 역할을 맡았다. 영화에서의 그녀의 연기는 비평가들의 찬사를 받았으며 그녀에게 SIIMA Award for Best Actress – Telugu를 수상했다. 2022년 Hegde는 Radha Krishna Kumar가 감독한 Prabhas와 함께 다국어 로맨스 영화 Radhe Shyam에 출연했다. Hegde의 공연은 긍정적인 평가를 받았다. 영화의 노래 "Aashiqui Aa Gayi"는 또한 Hegde의 우아함과 스타일이 높이 평가되면서 관객들 사이에서 더 많은 인기를 얻었다. 같은 해 그녀의 두 번째 영화는 Vijay와 함께 Nelson이 감독 한 Tamil 영화 Beast였다. 4월 13일에 개봉한 이 영화는 그녀가 9년 만에 타밀 영화계로 복귀한 것을 기록했다. 그녀의 공연에 대해 Rediff.com의 Divya Nair는 "푸자 헤그데는 예쁘고 일도 잘한다"고 썼다. The News Minute의 Sowmya Rajendran은 "푸자는 'Arabic Kuthu'에서 화려합니다"라고 말했다. 이 영화는 전 세계적으로 2억5000만 달러가 넘는 컬렉션을 보유하고 있다. 그녀의 다음 짧은 모습은 Chiranjeevi와 Ram Charan과 함께 Koratala Siva 감독 영화 Acharya에 있었다. 이 세 편의 영화는 상업적으로 실패했다. 그녀는 파티 노래 "Life Ante Itta Vundaala"에서 Venkatesh 및 Varun Tej와 함께 영화 F3에서 두 번째 댄스 번호를 연주했다. 2022년 그녀의 마지막 개봉작은 Rohit Shetty가 감독한 힌디어 영화 Cirkus에서 여성 중 한 명을 연기했다. Ranveer Singh 반대편 리드. NDTV를 위해 쓴 Saibal Chatterjee는 그녀의 연기가 "더 낫다"고 말했다. Bollywood Hungama가 설립하는 동안 그녀는 "놀라워 보인다"고 그녀의 연기는 "괜찮아"이다.

### 다가오는 프로젝트
그녀는 2023년 4월 21일 개봉 예정인 Farhad Samji가 감독한 Kisi Ka Bhai Kisi Ki Jaan에서 Salman Khan의 반대편에 출연할 예정이다. 또한 그녀는 #SSMB28이라는 제목의 마헤쉬 바부와 함께 Trivikram Srinivas의 다음 영화에 출연할 예정이다. 지난주에 상영된 이 영화는 Dussehra 이후 촬영장에 합류할 예정이다.

## 미디어에서

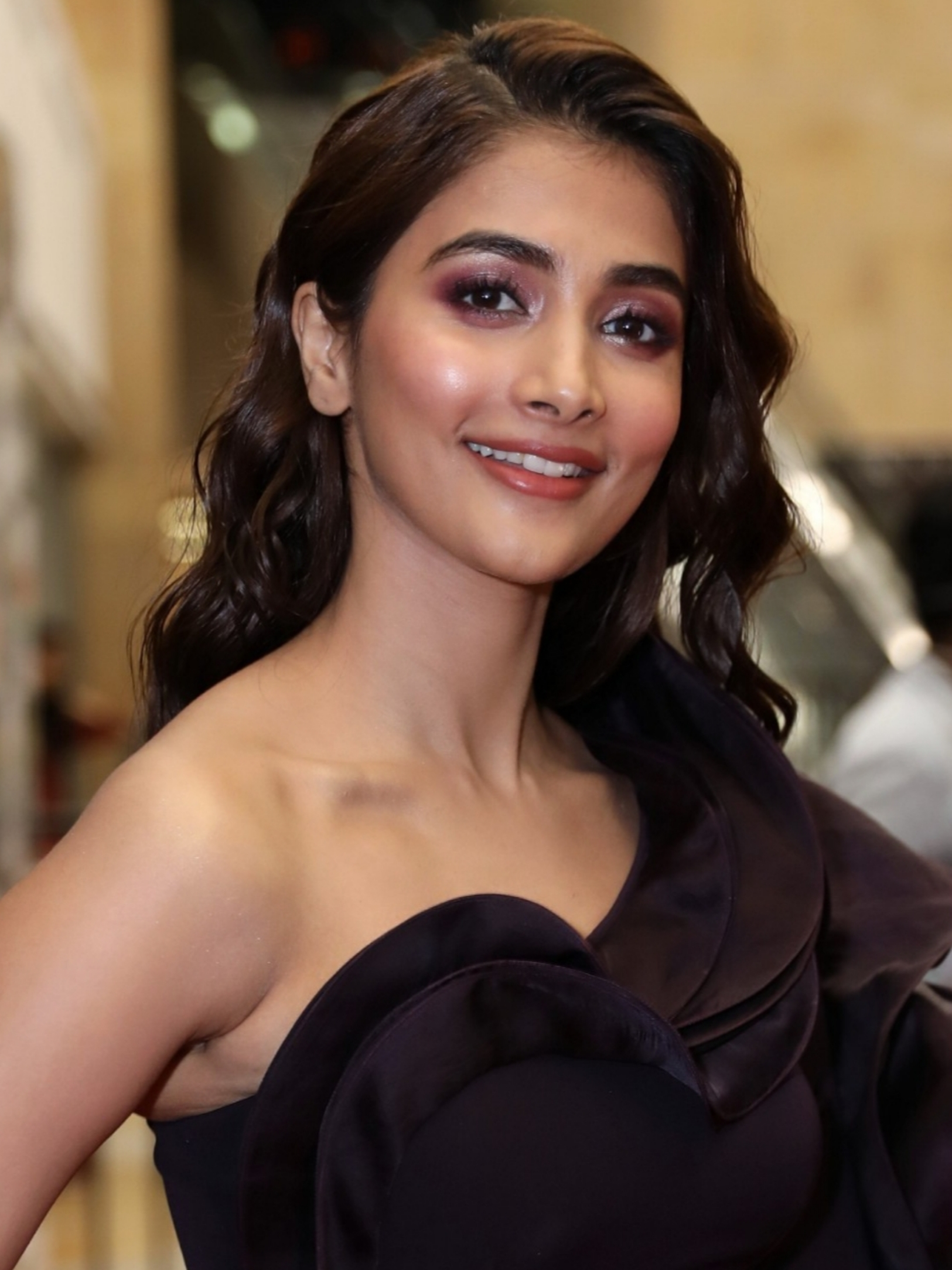
푸자 헤그데 2021년

Hegde는 Telugu 영화의 가장 인기있는 배우 중 하나로 간주된다. Hegde는 The Times of India의 "가장 바람직한 여성"목록과 2017년 "하이데라바드에서 가장 바람직한 여성"의 우승자에 자주 등장했다. Hegde는 여러 브랜드와 제품에 대한 적극적인 후원자이다. Hegde는 2021년 South Cinema의 Instagram에서 Forbes India의 가장 영향력 있는 스타 7위에 올랐다.

## 필모그래피
| 년도 | 제목                           | 역할                 | 언어           | 노트                                       | Ref.   |
| ---- | ------------------------------ | -------------------- | -------------- | ------------------------------------------ | ------ |
| 2012 | Mugamoodi                      | 샥티                 | 타밀어         |                                            | [ 59 ] |
| 2014 | Oka Laila Kosam                | 난다나               | 텔루구어       |                                            | [ 60 ] |
| 2014 | Mukunda                        | 고피카               | 텔루구어       |                                            | [ 61 ] |
| 2016 | 모헨조 다로 (영화)             | 차니                 | 힌디어         |                                            | [ 62 ] |
| 2017 | Duvvada Jagannadham            | 푸자                 | 텔루구어       |                                            | [ 63 ] |
| 2018 | Rangasthalam                   | 지겔루 라니          | 텔루구어       | 노래 '지겔루라니' 특별출연                 | [ 64 ] |
| 2018 | Saakshyam                      | 사운다리야 라하리    | 텔루구어       |                                            | [ 65 ] |
| 2018 | Aravinda Sametha Veera Raghava | 아라빈다             | 텔루구어       |                                            | [ 66 ] |
| 2019 | Maharshi                       | 푸자                 | 텔루구어       |                                            | [ 67 ] |
| 2019 | Gaddalakonda Ganesh            | 스리데비             | 텔루구어       |                                            | [ 68 ] |
| 2019 | Housefull 4                    | 라즈쿠마리 말라/푸자 | 힌디어         | 이중 역할                                  | [ 69 ] |
| 2020 | Ala Vaikunthapurramuloo        | 아물야               | 텔루구어       |                                            | [ 70 ] |
| 2021 | Most Eligible Bachelor         | 비바                 | 텔루구어       |                                            | [ 71 ] |
| 2022 | Radhe Shyam                    | 프레라나             | 타밀어, 힌디어 | 이중 언어 영화                             | [ 72 ] |
| 2022 | Beast                          | 프리티               | 타밀어         |                                            | [ 73 ] |
| 2022 | Acharya                        | 닐람바리             | 텔루구어       |                                            | [ 74 ] |
| 2022 | F3                             | 그녀 자신            | 텔루구어       | 노래 "Life Ante Itta Vundaala"에 특별 출연 | [ 75 ] |
| 2022 | Cirkus                         | 말라                 | 힌디어         |                                            | [ 76 ] |
| 2023 | Kisi Ka Bhai Kisi Ki Jaan      |                      | 힌디어         | 촬영                                       | [ 77 ] |
| 2023 | SSMB28                         |                      | 텔루구어       | 촬영                                       | [ 78 ] |